# 나가레야마 센트럴 파크역
나가레야마 센트럴파크 역(일본어: 流山セントラルパーク駅, ながれやまセントラルパークえき)은 일본 지바현 나가레야마시에 있는 철도역이다. 수도권 신도시 철도 쓰쿠바 익스프레스 선의 역이며, 역 번호는 11이다.
나가레야마시 종합 운동 공원이 바로 옆에 존재하여, 「센트럴 파크」라는 역명은 이 공원을 가리키는 것이다.

## 승강장

### 쓰쿠바 익스프레스
상대식 승강장 2면 2선 형태의, 고가역으로 되어 있다.
| 1 | TX 쓰쿠바 익스프레스 | 나가레야마오타카노모리·모리야·쓰쿠바 방면 |
| 2 | TX 쓰쿠바 익스프레스 | 기타센주·아키하바라 방면                  |

난간형 스크린도어가 설치되어 있다.

## 역세권 정보
- 나가레야마 센트럴파크 역전 주재소
- 나가레야마 종합 운동 공원
- 나가레야마 운전 면허 센터
- 나가레야마 시 남부 중학교
- 나가레야마 시 평생 학습 센터
- Central Park Cafe

## 역사
- 2005년 8월 24일: 쓰쿠바 익스프레스의 역이 영업 개시.

## 역명의 유래
2003년 8월 23일의 제2회 쓰쿠바 익스프레스 역명 심사회에서, 나가레야마시는「나가레야마 센트럴파크」를 시안에 제정. 그 역명이 정식으로 채용이 되었다. 또, 2002년 4월에 나가레야마시가 실시한 시민의 앙케이트를 기본으로 선정되었다.

## 인접역
| 10 미나미나가레야마 아키하바라 방면 | ■ 보통 | 나가레야마오타카노모리 12 쓰쿠바 방면 |